# Ellipsidion gemmiculum
Ellipsidion gemmiculum är en kackerlacksart som beskrevs av Morgan Hebard 1943. Ellipsidion gemmiculum ingår i släktet Ellipsidion och familjen småkackerlackor. Inga underarter finns listade i Catalogue of Life.